# Rhyacia ignobilis
Rhyacia ignobilis là một loài bướm đêm trong họ Noctuidae.